# 阪急文化財団
公益財団法人阪急文化財団（こうえきざいだんほうじん はんきゅうぶんかざいだん）は、阪急電鉄グループの公益財団法人である。

## 概要
2011年3月に財団法人逸翁美術館と、財団法人阪急学園を統合して設立された。2012年4月をもって、大阪府認証・公益財団化された。
前身の一つ、阪急学園（西宮市に同名の学校法人があるが、特に関連はない）は、小林一三が生前過ごした池田市を一大文化拠点にすることを目的として1949年に池田文庫として創設。阪急電鉄・阪急阪神東宝グループの社史や関連資料を展示する資料・図書館として開設され、その後も宝塚歌劇団や上方演芸・演劇・文化の資料を多数展示した。このうち宝塚歌劇団や演劇・演芸のものは1932年に宝塚市に作られた宝塚文芸図書館の機能を統合して設立したものである。
また、逸翁美術館は小林一三が計画した「一大文化拠点」の一環として計画したもので、一三没後の1957年に一三の旧邸宅「雅俗山荘」の敷地を利用して美術館として開設された。2009年には「新・逸翁美術館」が旧館に隣接する形で設置され、旧館は「小林一三記念館」として整備された。
今後、これらの美術・図書館施設を一体運営し、一三の目指した「一大文化拠点」への更なる発展を目指すことになり、地域への文化振興への貢献に努めることになった。